# Camí de sirga (novel·la)
|  | Per a altres significats, vegeu «Sirga». |

Camí de sirga és la primera novel·la escrita per Jesús Moncada i Estruga publicada el 1988.
La història es desenvolupa al poble natal de l'autor del qual tot i descriure el microcosmos que per «ingeni d'escriptor sap convertir en un escenari d'interès universal.» Enlloc no menciona el nom de poble a la novel·la i sempre insisteix que tots els personatges són ficticis, el que es pot considerar un subterfugi tòpic.
Aviat va tenir el reconeixement de la crítica i va ser una de les obres de la literatura catalana contemporània més traduïda. Sobre les traduccions diverses Moncada amb la seva modèstia coneguda va dir: «que es tradueix en castellà encara puc comprendre, però no entenc pas quin és l'encant per a un japonès».
Va obtenir els premis Joan Crexells, Ciutat de Barcelona, Fundació d'Amics de les Arts i Lletres de Sabadell, Crítica Serra d'Or, Nacional de la Crítica, finalista del Nacional de Literatura.

## Argument
Camí de sirga narra la desaparició de l'antiga vila de Mequinensa, a causa de la construcció d'un embassament, a través de les vivències dels seus habitants convertits en personatges literaris. Amb aquest pretext Moncada s'endinsa en la història de la població i explica episodis que es remunten a la Guerra del Francès, a l'inici del segle xix, fins al trasllat a la vila nova el 1971, passant per dues Guerres Mundials que revifen l'activitat de la conca minera, les repercussions de la Setmana tràgica, la Guerra Civil o la dictadura franquista. Moncada, doncs, mostra a través del seu enginy literari com la comunitat mequinensana forja una memòria històrica dels fets més rellevants de la història contemporània. És en aquest procés que persones de la vila de Mequinensa esdevenen herois gràcies a la plasmació literària de les seves vivències (participació en guerres, protestes sindicals), habilitats (prodigiosos navegants sirgants al llarg del riu Ebre) i creences (encarnació de la consciència de classe).

## Personatges
- Adelaida. Una de les minyones (antigues) de la senyora Carlota de Torres. Marxarà de la casa en silenci durant la Guerra Civil.
- Albaida, Ildefons. Soldat republicà, mort durant la Guerra Civil, les restes del qual foren trobades el 1938 per Ramon Castells.
- Albera, Dolors d'. Germana d'Estefania, fadrina que s'entenia en secret amb el fuster Dalmaci Pons i que demanà ser introduïda en un dels taüts fets pel seu amant en el moment de morir. L'orgull familiar, però, fa fer que no es complís la seva voluntat un cop morta.
- Albera, Estefania, d'. Jove aristòcrata del poble de moral lleugera. Amant del secretari del jutjat amb qui practica diversos jocs sexuals. Acabarà sent una fadrina revellida i llenguallarga, assídua als berenars amb xocolata a casa de la Carlota de Torres als anys setanta.
- Ambrós, Mossèn. Rector de la vila als anys quaranta i cinquanta.
- Anna. Minyona de Malena de Segarra.
- d'Anglesola, Ramir, fundador de l'Edèn.
- Bisbe. Llaguter d'Ascó que portà l'anglès Oliver Wilson fins a la vila. Beat i profundament religiós —d'aquí el renom–, patí un episodi de cabres transmès per una prostituta tortosina.
- Bertran, Doctor. Un dels dos metges joves del poble. Entre altres coses certificà la mort del gegant Atanasi Costa abans d'hora.
- Cafè, Honorat del. Farmacèutic de la vila durant la primera meitat del segle xx. Propietari d'un allargavistes de l'època de la Guerra del Francès. Pare de l'Honorat del Rom. Morí durant l'evacuació de la vila el 1938 aixafat per l'allau de cavalls que fugien aterrits per la voladura del pont de l'Ebre.
- Camil·la. Una de les minyones (antigues) de la senyora Carlota de Torres. Marxarà amb la família a Valladolid durant la fugida que aquesta farà de la vila durant la Guerra Civil i retornarà posteriorment també amb la família Torres i Camps.
- Carmela. Una de les (noves) minyones de la senyora Carlota de Torres. Serà fidel a la senyora fins als darrers dies.
- Campells, Claudi. Sereno de la vila i pare de l'Horaci, que el succeí en el càrrec.
- Campells, Horaci. Sereno de la vila i assidu al Cafè del Moll, fill d'en Claudi a qui succeí en el càrrec.
- Campells, Orestes de. Peó del Verge del Carme amb què en Nelson havia cobert la baixa de l'Atanasi Resurrecció. S'emprenya sovint quan veu la creu processional al capdavant dels enterraments, sobretot coneixent que va ser comprada amb els diners sostrets als treballadors del poble després de la Guerra Civil.
- Camps, Adelina. Mare de la Carlota i muller de Jaume de Torres. Persona religiosa i amb una manca d'afecte i estima per part del seu marit. Va tenir tres embarassos, la Carlota, en Robert i en Jordi. Durant la Guerra Civil s'amaga, juntament amb la família, a Valladolid, on morirà.
- Camps, Nicanora de. Apodada la generala. Rebestia de la Carlota, de qui asseguraven que havia estat l'amant del cos sencer d'oficials d'una brigada de cavalleria i escapçava els pollastres amb el sabre del seu difunt espòs, general de l'exèrcit. També tingué relacions, un cop enviudà, amb un membre del llinatge dels Sàssola. El seu retrat presideix la casa dels Torres i Camps.
- Canyes, Joan. Sabater llibertari
- Castell, Carme. Promesa d'en Llorenç de Veriu, amb qui volia casar-se el 1939.
- Castells, Joaquim. Peó de la mina, bon tirador i pare de la noia a qui el senyor Jaume de Torres va deixar embarassada. Després de disparar contra el senyor i de rebre una compensació per part de la sogre d'aquest, va obrir un cafè al barri de Gràcia, el Cafè del Sol, a les acaballes de 1914.
- Castells, Ramon. Trobà i protegí les restes del soldat Ildefons Albaida però, després de quatre intents per retornar-les a la seva família, les mantingués amagades a les golfes de la seva casa.
- Castells, Susanna. Filla de Ramon Castells. Demanarà l'Honorat del Rom que l'ajudi a donar un «bon descans» a les restes del soldat Ildefons Albaida. Declara davant la Guàrdia Civil a favor de l'Honorat.
- Corbera, Estanislau. Cafeter del Cafè del Moll donat als recordatoris dels naixements i les defuncions de personatges il·lustres i vilatans. Durant el carnaval mantenia relacions amb una peixatera de la vila disfressada amb l'uniforme del seu avi de l'època de la Guerra de Cuba. Va marxar del poble durant l'evacuació de la Guerra i retornà durant la postguerra –amb la dona i la filla petita- i es trobà el cafè saquejat i abandonat.
- Cordes, Nemesi. Habitual en les tertúlies i converses del Cafè del Moll i membre de la colla d'en Nelson.
- Costa, Atanasi. Conegut com a Atanasi Resurrecció. Peó del llaüt d'en Nelson de més de dos metres d'alçada. Va tenir un problema amb un enorme taüt comprat abans d'hora amb el qual un dia va passejar-se per la vila, causant malentesos entre la població. Va morir a França, a Tolosa, exiliat després d'haver passat per Mauthausen i de contactar el 1950 amb en Nelson i informar-lo de la mort al camp de l'Aleix de Segarra.
- D'Escarp, Libori. Antic patró de la casa Camps i fundador d'una nova religió la qual, en el moment des traspàs de l'il·luminat, ja comptava amb tres deixebles –un taverner miravetà, un sabater d'Ascó i una meuca tortosina-, que, sense el guiatge espiritual del mestre, es dividiren en sectes rivals, ensorrades finalment per la confusió.
- Forques, Eduard. Calafat de ribera per tradició familiar i saxofonista tenor per vocació irreprimible, company d'en Nelson i assidu al Cafè del Moll. Fill de Ramon Forques. Fill de Ramon Forques, antic director de l'Harmonia Fluvial abans de la Guerra. Serà un dels primers personatges a retornar a la vila el 1940 després de passar per un camp de concentració franquista.
- Garrigues, Alfons. Barquer de la vila a partir de la immediata postguerra, ofici que també dugué a terme el seu avi fins a la construcció del pont de l'Ebre durant la dictadura de Primo de Rivera, pont que –paradoxalment- el mateix Alfons Garrigues veurà volar pels aires a causa de la retirada Republicana del 1938.
- Graells, Ramon. Home de confiança del senyor Jaume de Torres mal considerat per la resta de vilatans. Teatral i sol·lícit amb la família Torres, obté beneficis dels negocis del senyor (lladreries petites però seguides en la producció de lignit, tracamanyes per treure comissions dels proveïdors, martingales amb els cupons de racionament de gasolina…). Servent segur d'en Jaume de Torres i, alcavot de l'amo, esdevindrà després conseller de Carlota de Torres, sobretot en el moment de vendre les mines.
- Herzog, Françoise («Madamfransuà»). Corista de les nits de l'Edèn recollida a Tortosa per Arquímedes Quintana l'hivern del 1916. Morirà a Mauthausen, després d'haver-se d'exiliar acabada la guerra.
- Ibars, Josep. Pare d'en Robert Ibars –Nelson–. Era llaguter, precisament morí en un naufragi, deixant orfe en Robert de molt petit. És llavors quan va ser adoptat per l'Arquímedes (que posteriorment morirà també).
- Ibars, Robert, més conegut com a Nelson. Fill d'en Josep Ibars. És un home que des de sempre ha estat íntimament lligat a la vida fluvial de la vila, fet que explica el seu gran coneixement del riu i dels llaüts.
- Llançà, Candelària. Empordanesa petitona i emboijadora que exercia a l'Edèn.
- de Llosa, Serafí, un dels fusters de la vila, amb qui va tenir tractes el gegant Atanasi Costa. Geniut i amb una vocació secreta de torero.
- London, Filomena. Realment Casilda Valls, cambrera de l'Edèn, filla de Tarragona, que fugí del poble amb l'Eustaqui Salvador.
- Maials Praxedes, propietari del cinema, teatre i sala de ball Venus, el primer a organitzar projeccions de pel·lícules en una cotxera del carrer de la Barca poc després que l'invent els Lumière arribés a Barcelona. Morí la primavera de 1950 igual que en Jaume de Torres.
- Manolet, pastisser del carreró de l'Ham i assidu al Cafè del Moll.
- Mestre, Joaquim, pinxo i espanyaportes de la vila que furtà les bótes al Joanet del Pla durant l'estada d'aquest en un camp de treball després de la guerra. El retorn d'en Joanet va fer que li hagués de retornar les bótes per evitar ser avergonyit i apallissar davant els veïns de la vila.
- Monegre. Cavaller aristòcrata assidu al Casino de la Roda.
- Molina, Agatòclia. Vídua propietària de la fonda del Senglar Vell.
- de Mora, Hipòlit, fill de l'alcalde de Mequinensa i espòs de Carlota de Torres. D'adolescent era tímid i atabalat, un cop casat amb la Carlota aquesta li serà infidel. Durant la guerra serveix com a intendent en una caserna de la rereguarda de l'exèrcit del general insurrecte Francisco Franco.
- de Mora, Gelabert, alcalde de Mequinensa i pare de l'Hipòlit.
- Nicanora. Mula de la vídua Salleres, la favorita d'en Nelson.
- Nogurera, Sebastià. Marit de la Júlia Quintana, sindicalista i líder obrer de la vila. Fou condemnat a mort després de la guerra i executat a la ciutat per un escamot d'afusellament.
- Oliver, Octavi. Metge romàntic que s'havia foradat la closca amb un tret de pistola a causa
- d'un desengany amorós.
- Palau, Nàsia. Senyora del poble assídua als berenars amb xocolata a casa de la Carlota de Torres als anys setanta. Explica l'anècdota del comerciants de la vila que embolicava les mongetes amb unes paperines fetes amb unes làmines velles i groguisses plenes de mamarratxades (aiguaforts de Goya).
- Del Pla, Joanet, peó llaguter del Neptú i home de confiança d'en Nelson. Retorna a la vila després de la Guerra, possiblement després d'haver passat per algun camp de treball feixista. Conegut pel to calmós de la seva veu abans d'iniciar una baralla. Reclamà les bótes robades pel Joaquim Mestre quan retornà a la vila després de la Guerra.
- Plana. Família de la vila «amb pretensions».
- De Planes, Bakunin, paleta de la vila que, to i el seu nom, no entén de política. Serà l'encarregat de dur a terme tasques d'acondicionament en els murs del cementiri just acabada la guerra civil. Curiosament, tot i no tenir ell idees polítiques concretes si que les devia tenir el seu pare, ja que els seus germans s'anomenen Germinal, Felicitat i Perfecte.
- Planes, Victòria. Treballadora de l'Edèn
- Ponç. Enginyer que anunciava la proclamació de la II República des d'un globus aerostàtic acompanyat de la seva muller, just el dia en què en Nelson portava moribund cap a la vila a l'Arquímedes Quintana.
- Pons, Dalmaci. Fuster del carreró de la Perdiu, amant secret de Dolors d'Albera.
- de Pons, Pasqual, Jugador de cartes de la vila. Retorna a Mequinensa després de la guerra i, durant el viatge de retorn, plomà quatre requetès navarresos en una timba organitzada al tren.
- Puiggrós, doctor, metge jove de la vila, rival del Beltran, que diagnosticà la mort del senyor Jaume de Torres.
- Quintana, Arquímedes. És un home que es caracteritza per haver viscut nombroses aventures, entre les quals trobem, per exemple, la batalla de Tetuan. És un líder entre els treballadors, un home respectat a Mequinensa. En Nelson és el seu fill adoptiu. Els seus dos fills grans moriran afusellats a Saragossa pels sollevats feixistes el 1936.
- Quintana, Júlia. Filla de l'Arquímedes. De petita va tenir bona amistat amb en Nelson però més gran se n'allunyà. Entre ells s'estableix una relació d'amor impossible al llarg de tota la vida i és l'única persona que l'anomena Robert. Es casà amb el sindicalista Sebastià Quintana, de qui enviudarà després de la guerra. El senyor Jaume de Torres anava darrere seu un cop vídua.
- Riells, Salvador, maqui, membre de la CNT que aconseguí fugir de la vila l'any 1947 gràcies a en Nelson. Es retrobarà amb ell l'any 1950 quan la tripulació del Verge del Carme remuntava l'Ebre amb el taüt d'en Jaume de Torres i va ser interceptat per un grup de maquis dirigits per en Riells. En aquesta trobada en Riells li dona a en Nelson una carta de l'Atanasi Resurrecció escrita des de l'exili a Tolosa.
- Rodera, Romuald. Propietari de Lignits Rodera i Cia., client de l'Edèn.
- Roderes, Feliça. Veïna de la vila, sentinella permanent des del seu balcó predilecte, sempre endolada que anunciava la proximitat de la fi del món davant l'observació de qualsevol canvi a la vila (tempesta, arribada de l'automòbil, telèfon…). El seu balcó era conegut com el «balcó de l'Apocalipsi».
- Romaguera, Francesc. Fill d'en Sadurní Romaguera. Senyoret de la vila de tarannà molt conservador. De la mateixa generació de la Carlota de Torres. Possiblement és el responsable de la mort d'Arnau Terrer. Fuig de la vila l'estiu de 1936 i en retorna com a alferes provisional amb l'exèrcit de Franco a partir del 1938.
- Romaguera, Sadurní. Terratinent de la rodalia assidu al Casino de la Roda. De mentalitat molt conservadora i partidari de l'acció contra els canvis esdevinguts arran de la introducció del capitalisme a la comarca. Alcalde de la vila a partir de 1923, amb l'arribada al govern del dictador Miguel Primo de Rivera. Mor afusellat per una patrulla revolucionària l'estiu de 1936.
- del Rom, Honorat, un dels dos apotecaris de la vila, tal com havia estat son pare. Aclareix que no són certs els rumors sobre els fets de l'11 d'abril de 1970 (ni es va parar el rellotge, ni va fer cap nit estranya). Fill de l'Honorat del Cafè, també farmacèutic. Serà detingut diversos cops per diferents motius, el darrer, per ser enxampat amb les restes del soldat Ildefons Albaida.
- Rubió, Isadora. Senyora del poble assídua als berenars amb xocolata a casa de la Carlota de Torres als anys setanta.
- Sacristà, Olga. Cupletera de molta empenta a l'Edèn i amor secret de l'home de confiança de la vídua Salleres, els pits de la qual van servir de model de les sirenes que guarnien el vaixell Polifem.
- Salleres, vídua de. L'altra senyora del poble. Personatge estrany i poc conegut, l'empresa de la qual és rival en el transport naval de la d'en Jaume de Torres. En Nelson treballarà per ella com a patró del Neptú.
- Salses, Eugeni. Propietari de Carbons la Margarita i client de l'Edèn.
- Salvadó, Estaqui.
- De Sansa, Cebrià, llauter que tenia el record sexual a l'Edèn. Fuig del poble amb la italiana Simoneta Tamburini.
- Dels Sants, Pere, pinxo assassinat a punyalades al carrer de la Tina la mort del qual no va ser mai aclarida per les autoritats.
- De Sàssola, Arcadi, nebot del darrer baró de Sàssola. Cambrer del Cafè del Cantó era conegut als anys setanta al poble pels seus estranys viatges d'una setmana en autocar a Lleida als quals anava mudat i empolainat i en retornava brut, ullerós i vacil·lant.
- De Sàssola, baró de. (primer baró). Aristòcrata fundador del llinatge dels Sàssola, ennoblit per Carles IV, que va fer fortuna amb el comerç negrer ala darreria del segle xviii.
- De Sàssola, baró, darrer de la nissaga. Aristòcrata assidu al Casino de la Roda. Mort a l'asil d'Aitona l'any 1920.
- De Segarra, Aleix. Un personatge que, tot i pertànyer a una bona família, viu la seva vida com a ell li sembla, no realitza activitats pròpies de la seva classe social, sinó que es dedica a pintar ja siguin retrats –com el del Sr. Jaume de Torres–, algunes de les embarcacions que navegaven per l'Ebre o les parets del convent de la vila amb motius mitològics, festes populars de la vila o, un cop esclata la guerra, atrocitats esdevingudes durant aquells anys. A banda, toca el piano. Tindrà una història d'amor amb la seva tia política Malena. Morirà al camp de concentració de Mauthausen.
- De Segarra, Domènec, avantpassat de l'Aleix de Segarra que mantingués relacions amb una jove monja, a causa de la qual i fruit del penediment, donà temporalment un edifici de la vila on s'establí la comunitat de religioses fins al 1925.
- De Segarra, Malena. Tia política de l'Aleix de Segarra. Membre del grup de senyores del poble. Un cop enviudà –estava casada amb Ignasi de Segarra– va mantenir una relació amorosa amb el seu nebot, amb qui convivia a la casa familiar. Aquesta relació va ser plasmada pel pintor en els frescos del convent de la vila, juntament amb altres escenes dels millors moments viscuts a l'Edèn.
- De Serafí, Pasqual. Mort a la barberia del poble la vigília de l'11 d'abril de 1970. Havia estat miner tota la vida i va lluitar a la Guerra Civil al bàndol republicà. Afeccionat als escacs, va tenir un incident amb un mestre monàrquic just després de la guerra per llençar al foc una peça (el rei) d'escacs.
- Sofia. Una de les (noves) minyones de la senyora Carlota de Torres.
- Solanes, Teresa, senyora del poble assídua als berenars amb xocolata a casa de la Carlota de Torres als anys setanta.
- Tamburini, Simoneta. Corista italiana de l'Edèn.
- Tàpies, Jaume. Mariner del Carlota.
- De Tàpies , Robert. Assidu al Cafè del Moll, bevedor empedreït i protagonista d'al·lucinacions i aparicions (Prim entrant a cavall al Cafè del Moll, Josep Ibars bevent-se-li les copes de rom…).
- Taverner, Nicomedes. Notari de la família Torres i Camps.
- Teresa. Una de les (noves) minyones de la senyora Carlota de Torres. Va mantenir relacions amb el senyor Jaume de Torres.
- Terrer, Arnau. Obrer, procedent de Barcelona, que es considerava el dirigent de les reivindicacions dels treballadors de la vila (minaires i navegants) i la vaga de l'any 1925. Va ser trobat mort fora del terme de la vila. Es sospita que l'inductor de l'assassinat fou en Romaguera i l'autor, possiblement el sereno del poble.
- Tona, Silveri, Guitarrista de l'Edèn.
- De Torrents, Praxedes de. Senyor assidu al Casino de la Roda.
- Torres, Carlota de. Forma part de la classe alta del poble, aquella burgesia que no tenia gaires preocupacions per la seva supervivència, ja que les rendes familiars ja li tenien assegurat el seu futur. És una dona que s'ha criat pràcticament aïllada del poble, no és fins ben crescuda quan descobreix la vertadera realitat que l'envolta. És un personatge insípid, no és fins al final de la novel·la que aquest personatge desperta un vertader interès en el lector
- Torres, Jaume de, estava casat amb Adelina Camps. Pare de la Carlota. És un personatge autoritari que gaudeix de cert renom al poble. Es dedica a l'explotació minera, la qual cosa li reporta alts beneficis que li permeten mantenir el nivell de vida a què està acostumat. Sent una gran passió per les dones que el porta repetidament a l'adulteri (fet que pel que sembla és molt usual al poble). Morí a la primavera del 1950.
- Torres, Jordi de, fill d'en Jaume de Torres i germà de la Carlota.
- Torres, Robert de. Fill d'en Jaume de Torres i germà de la Carlota.
- Trèvol. Matxo de sirga que remunta el Carlota.
- Vallcorona. Família de la vila «amb pretensions»
- De Valls, Ceferí: Personatge estrany, sembla que fill natural d'un bisbe
- Ventura, Jordi. Patró de la vídua Salleres, s'enfronta diverses vegades a l'Arquimedes Quintana.
- Veriu. Família de la vila «amb pretensions».
- Veriu, Llorenç de. Va construir la casa de la Baixada de la Ferradura amb les seves pròpies mans, l'any 1936, quan ell i la Carme Castell volien casar-se.
- Verònica. Una de les minyones (antigues) de la senyora Carlota de Torres. Marxarà durant la revolució del 1936, llençant visques al comunisme llibertari.
- Vidal. Família de Mequinensa que conservava un canó de la Guerra del Francès (el Mortífer) arravatat a l'exèrcit de Suchet. Més tard el canó s'utilitzà per defensar la vil·la de les partides carlines del general Cabrera.
- Vidal, Sebastiana de. Senyora de la vila coneguda pels seus èxtasis religiosos que segons sembla, tenen força relació amb la devoció secreta a l'ampolla de l'anís.
- Von Müller. Alemany de filiació política nacionalsocialista que comprà terrenys a la zona (on construí una estació meteorològica i una estació de ràdio) i que esdevingué tertulià habitual del Casino de la Roda durant els primers anys trenta. Desapareixerà de la vila l'estiu de 1936 amb el triomf de la revolució però retorna amb l'uniforme de comandant de l'exèrcit alemany amb les tropes de Franco el 1938.
- Wilson, Oliver. Anglès que va arribar a la vila a principis dels anys vint i s'hostejà a la fonda del Senglar Vell, on s'enamorà de la Agatòclia Molina, la propietària.